# Cristo Rei (Palmitos)
Cristo Rei é um bairro da zona sul da cidade de Palmitos, no estado de Santa Catarina. Nele esta localizado o corpo de bombeiros da cidade.
A faixa etária predominante (60%) é de jovens com menos de 14 anos.